# كلير بورتر
كلير بورتر (بالإنجليزية: Claire Porter)‏ هي مصممة رقص أمريكية، ولدت في 23 ديسمبر 1942.